# کوه تیلی (کانادا)
کوه تیلی یک قله کوه با ارتفاع ۲٬۶۴۹-متر (۸٬۶۹۱-فوت) است که در رشته کوه‌های موناشی در بریتیش کلمبیا، کانادا واقع شده است. این قله که در غرب رودخانه کلمبیا و دریاچه اپر آرو قرار دارد، از بزرگراه ترانس کانادا، ریولستوک و منطقه اسکی توچال کوهستانی ریولستوک قابل مشاهده است.
کوه تیلی به افتخار سر ساموئل لئونارد تیلی (۱۸۱۸–۱۸۹۶)، سیاستمدار کانادایی و یکی از پدران کنفدراسیون نامگذاری شده است. نام این کوه به‌طور رسمی در سال ۱۹۲۴ توسط هیئت نام‌های جغرافیایی کانادا پذیرفته شد، اگرچه این نام در انتشارات در اوایل سال ۱۸۸۷ ظاهر شد. اولین صعود از این کوه در سال ۱۹۶۸ توسط بروس هاگرستون و دیوید پی جونز انجام شد.